# NHL Entry Draft 2024
Der NHL Entry Draft 2024 fand am 28. und 29. Juni 2024 in der neu erbauten „Sphere“ in Paradise im US-Bundesstaat Nevada statt. Insgesamt wurden in sieben Runden 225 Spieler ausgewählt.
Der kanadische Center Macklin Celebrini wurde von den San Jose Sharks als First Overall Draft Pick gewählt. Ihm folgten der Belarusse Arzjom Leuschunou für die Chicago Blackhawks sowie Beckett Sennecke für die Anaheim Ducks.

## Verfügbare Spieler
Alle Spieler, die zwischen dem 1. Januar 2004 und dem 15. September 2006 geboren wurden, waren für den Draft verfügbar. Zusätzlich waren alle ungedrafteten, nicht-nordamerikanischen Spieler über 20 für den Draft zugelassen. Ebenso waren diejenigen Spieler verfügbar, die beim NHL Entry Draft 2022 gewählt wurden und bis zum Zeitpunkt des Entry Draft 2024 keinen Einstiegsvertrag bei ihrem ursprünglichen Draftverein unterschrieben hatten.

## Draft-Reihenfolge

### Lotterie
Legende: Erstes Wahlrecht  Zweites Wahlrecht
| Nr. | Team                  | Chance |
| 1.  | San Jose Sharks       | 25,5 % |
| 2.  | Chicago Blackhawks    | 13,5 % |
| 3.  | Anaheim Ducks         | 11,5 % |
| 4.  | Columbus Blue Jackets | 9,5 %  |
| 5.  | Canadiens de Montréal | 8,5 %  |
| 6.  | Utah Hockey Club      | 7,5 %  |

| Nr. | Team              | Chance |
| 7.  | Ottawa Senators   | 6,5 %  |
| 8.  | Seattle Kraken    | 6,0 %  |
| 9.  | Calgary Flames    | 5,0 %  |
| 10. | New Jersey Devils | 3,5 %  |
| 11. | Buffalo Sabres    | 3,0 %  |

Die Draft-Reihenfolge aller Teams, die in der Saison 2023/24 die Playoffs verpassten, wurde durch die Draft-Lotterie bestimmt. Diese wurde mit den im Jahr 2022 eingeführten Änderungen durchgeführt, das heißt effektiv, dass zwei Teams ausgelost wurden, die jeweils maximal zehn Ränge aufsteigen konnten. Die Tabelle zeigt die jeweiligen Wahrscheinlichkeiten für den Gewinn des ersten Wahlrechts. Die Draft-Lotterie fand am 7. Mai 2024 statt und führte (erstmals seit 2010) zu keiner Änderung der Reihenfolge, da die San Jose Sharks die erste und die Chicago Blackhawks die zweite Ziehung gewannen, als jeweils schlechtestes und zweitschlechtestes Team der abgelaufenen Spielzeit.
Die Draft-Reihenfolge der 16 Playoff-Teilnehmer stand nach dem Stanley-Cup-Finale fest. Der Stanley-Cup-Sieger wurde auf Position 32, der Finalgegner auf Position 31 gesetzt. Auf den Positionen 29 und 30 wurden die im Halbfinale ausgeschiedenen Teams einsortiert. Die restlichen Playoff-Mannschaften wurden anhand ihres Tabellenstandes in der regulären Saison gesetzt. Dabei galt, dass die Mannschaft mit den wenigen Punkten auf Position 17 steht. Die Draft-Reihenfolge galt für alle Runden des Entry Draft, die Lotterie veränderte somit nur die Reihenfolge der ersten Wahlrunde. Zudem konnten die Mannschaften über Transfers Wahlrechte anderer Teams erwerben sowie eigene an andere Mannschaften abgeben.

### Transfers von Erstrunden-Wahlrechten
| Datum           | Von                            | Zu                           | Anmerkung |
| --------------- | ------------------------------ | ---------------------------- | --- |
| 18. März 2022   | Tampa Bay Lightning            | Chicago Blackhawks           | Die Tampa Bay Lightning erhielten Brandon Hagel sowie je ein Viertrunden-Wahlrecht für die Drafts 2022 und 2024 und sandten im Gegenzug Boris Katchouk, Taylor Raddysh, das (zu diesem Zeitpunkt konditionale) Erstrunden-Wahlrecht sowie ein weiteres konditionales Erstrunden-Wahlrecht für den Draft 2023 nach Chicago. Das Wahlrecht war Top-10-geschützt, hätte sich also um ein Jahr nach hinten verschoben, falls es sich unter den ersten zehn Positionen befunden hätte, was jedoch nicht geschah. |
| 19. März 2022   | Florida Panthers               | Philadelphia Flyers          | Die Florida Panthers erhielten Claude Giroux, Connor Bunnaman, German Rubzow sowie ein Fünftrunden-Wahlrecht im Draft 2024 und sandten im Gegenzug Owen Tippett, das (zu diesem Zeitpunkt konditionale) Erstrunden-Wahlrecht sowie ein Drittrunden-Wahlrecht im NHL Entry Draft 2023 nach Philadelphia. Das Wahlrecht war Top-10-geschützt, hätte sich also um ein Jahr nach hinten verschoben, falls es sich unter den ersten zehn Positionen befunden hätte, was jedoch nicht geschah.                    |
| 2. März 2023    | Boston Bruins                  | Detroit Red Wings            | Die Boston Bruins erhielten Tyler Bertuzzi und sandten im Gegenzug das (zu diesem Zeitpunkt konditionale) Erstrunden-Wahlrecht sowie ein weiteres Viertrunden-Wahlrecht für den NHL Entry Draft 2025 nach Detroit. Das Wahlrecht war Top-10-geschützt, hätte sich also um ein Jahr nach hinten verschoben, falls es sich unter den ersten zehn Positionen befunden hätte, was jedoch nicht geschah. |
| 9. Juli 2023    | Detroit Red Wings              | Ottawa Senators              | Die Detroit Red Wings erhielten Alex DeBrincat und sandten im Gegenzug Dominik Kubalík, Donovan Sebrango, das (zu diesem Zeitpunkt konditionale) Erstrunden-Wahlrecht sowie ein weiteres Viertrunden-Wahlrecht für den Draft 2024 nach Ottawa. Hinsichtlich des Erstrunden-Wahlrechts hatten die Red Wings die Wahl, ihr eigenes (15. Position) oder das der Boston Bruins (25. Position) an die Senators abzugeben.                                                                                        |
| 6. August 2023  | Pittsburgh Penguins            | San Jose Sharks              | Die Pittsburgh Penguins erhielten Erik Karlsson, Dillon Hamaliuk sowie ein Drittrunden-Wahlrecht im NHL Entry Draft 2026 und sandten im Gegenzug Mikael Granlund, Jan Rutta, Mike Hoffman sowie das (zu diesem Zeitpunkt konditionale) Erstrunden-Wahlrecht nach San Jose. Das Wahlrecht war Top-10-geschützt, hätte sich also um ein Jahr nach hinten verschoben, falls es sich unter den ersten zwölf Positionen befunden hätte, was jedoch nicht geschah.                                                |
| 6. August 2023  | Chicago Blackhawks (Tausch)    | New York Islanders (Tausch)  | Die Chicago Blackhawks erhielten das Erstrunden-Wahlrecht der New York Islanders (Position 18) im Tausch für das Erstrunden-Wahlrecht der New York Islanders, das ursprünglich den Tampa Bay Lightning gehörte (Position 20), sowie zwei Zweitrunden-Wahlrechte. |
| 31. Januar 2024 | Vancouver Canucks              | Calgary Flames               | Die Vancouver Canucks erhielten Elias Lindholm und sandten im Gegenzug Andrei Kusmenko, Hunter Brzustewicz, Joni Jurmo, das Erstrunden-Wahlrecht sowie ein konditionales Viertrunden-Wahlrecht im Draft 2024 nach Calgary. |
| 2. Februar 2024 | Winnipeg Jets                  | Canadiens de Montréal        | Die Winnipeg Jets erhielten Sean Monahan und sandten im Gegenzug das Erstrunden-Wahlrecht sowie ein konditionales Drittrunden-Wahlrecht im NHL Entry Draft 2027 nach Montréal. |
| 6. März 2024    | Edmonton Oilers                | Anaheim Ducks                | Die Edmonton Oilers erhielten Adam Henrique, Sam Carrick und ein Siebtrunden-Wahlrecht im Draft 2024 und sandten im Gegenzug das Erstrunden-Wahlrecht sowie ein konditionales Fünftrunden-Wahlrecht im NHL Entry Draft 2025 nach Anaheim. |
| 24. Mai 2024    | Chicago Blackhawks (Tausch)    | New York Islanders (Tausch)  | Die Chicago Blackhawks erhielten das Erstrunden-Wahlrecht der New York Islanders (Position 18) im Tausch für das Erstrunden-Wahlrecht der New York Islanders, das ursprünglich den Tampa Bay Lightning gehörte (Position 20). Dabei tauschten die Teams zugleich ihre Zweitrunden-Wahlrechte, während New York ein zusätzliches Zweitrunden-Wahlrecht für diesen Draft erhielt. |
| 24. Juni 2024   | Ottawa Senators                | Boston Bruins                | Die Ottawa Senators erhielten Linus Ullmark und sandten im Gegenzug Joonas Korpisalo, Mark Kastelic sowie das (ursprünglich den Bruins gehörende) Erstrunden-Wahlrecht nach Boston. |
| 27. Juni 2024   | San Jose Sharks (Tausch)       | Buffalo Sabres (Tausch)      | Die San Jose Sharks erhielten das Erstrunden-Wahlrecht der Buffalo Sabres (Position 11) im Tausch für das Erstrunden-Wahlrecht der San Jose Sharks, das ursprünglich den Pittsburgh Penguins gehörte (Position 14), sowie ein Zweitrunden-Wahlrecht für diesen Draft. |
| 28. Juni 2024   | Minnesota Wild (Tausch)        | Philadelphia Flyers (Tausch) | Die Minnesota Wild erhielten das Erstrunden-Wahlrecht der Philadelphia Flyers (Position 12) im Tausch für das Erstrunden-Wahlrecht der Minnesota Wild (Position 13) sowie ein Drittrunden-Wahlrecht im NHL Entry Draft 2025. |
| 28. Juni 2024   | Canadiens de Montréal (Tausch) | Los Angeles Kings (Tausch)   | Die Canadiens de Montréal erhielten das Erstrunden-Wahlrecht der Los Angeles Kings (Position 21) im Tausch für das Erstrunden-Wahlrecht der Canadiens de Montréal, das ursprünglich den Winnipeg Jets gehörte (Position 26), sowie ein Zweit- und Siebtrunden-Wahlrecht für diesen Draft. |
| 28. Juni 2024   | Anaheim Ducks (Tausch)         | Toronto Maple Leafs (Tausch) | Die Anaheim Ducks erhielten das Erstrunden-Wahlrecht der Toronto Maple Leafs (Position 23) im Tausch für das Erstrunden-Wahlrecht der Anaheim Ducks, das ursprünglich den Edmonton Oilers gehörte (Position 31), sowie ein Zweitrunden-Wahlrecht für diesen Draft. |
| 28. Juni 2024   | Utah Hockey Club               | Colorado Avalanche           | Der Utah Hockey Club erhielt das Erstrunden-Wahlrecht der Colorado Avalanche (Position 24) im Tausch für zwei Zweitrunden-Wahlrechte (2024 und 2025) sowie ein Drittrunden-Wahlrecht (2024). |
| 28. Juni 2024   | Chicago Blackhawks             | Carolina Hurricanes          | Die Chicago Blackhawks erhielten das Erstrunden-Wahlrecht der Carolina Hurricanes (Position 27) im Tausch für zwei Zweitrunden-Wahlrechte für diesen Draft. |
| 28. Juni 2024   | Edmonton Oilers                | Philadelphia Flyers          | Die Edmonton Oilers erhielten das Erstrunden-Wahlrecht der Philadelphia Flyers, das ursprünglich den Florida Panthers gehörte (Position 32), im Tausch für ein Top-12-geschütztes Erstrunden-Wahlrecht im Draft 2025 oder 2026. |

## Rankings
Die Final Rankings der NHL Central Scouting Services vom 16. April 2024 sowie das mehrere externe Ranglisten vereinende Consolidated Ranking von eliteprospects.com mit den vielversprechendsten Talenten für den NHL Entry Draft 2024:
| Rang | Feldspieler Nordamerika | Pos. | Feldspieler Europa       | Pos. |
| ---- | ----------------------- | ---- | ------------------------ | ---- |
| 1    | Macklin Celebrini       | C    | Anton Silajew            | D    |
| 2    | Arzjom Leuschunou       | D    | Iwan Demidow             | RW   |
| 3    | Cayden Lindstrom        | C    | Konsta Helenius          | C    |
| 4    | Zeev Buium              | D    | Adam Jiříček             | D    |
| 5    | Zayne Parekh            | D    | Michael Brandsegg-Nygård | RW   |
| 6    | Trevor Connelly         | LW   | Emil Hemming             | RW   |
| 7    | Sam Dickinson           | D    | Leo Sahlin Wallenius     | D    |
| 8    | Berkly Catton           | C    | Aron Kiviharju           | D    |
| 9    | Tij Iginla              | C    | Igor Tschernyschow       | LW   |
| 10   | Michael Hage            | C    | Linus Eriksson           | C    |

| Rang | Torhüter Nordamerika | Torhüter Europa |
| ---- | -------------------- | --------------- |
| 1    | Michail Jegorow      | Eemil Vinni     |
| 2    | Carter George        | Ilja Nabokow    |
| 3    | Lukáš Matěcha        | Kim Saarinen    |

| Rang | Spieler           | Pos. |
| ---- | ----------------- | ---- |
| 1    | Macklin Celebrini | C    |
| 2    | Iwan Demidow      | RW   |
| 3    | Arzjom Leuschunou | D    |
| 4    | Cayden Lindstrom  | C    |
| 5    | Zeev Buium        | D    |
| 6    | Sam Dickinson     | D    |
| 7    | Berkly Catton     | C    |
| 8    | Zayne Parekh      | D    |
| 9    | Anton Silajew     | D    |
| 10   | Konsta Helenius   | C    |

## Draftergebnis
| Inhaltsverzeichnis Runde 1 \| Runde 2 \| Runde 3 \| Runde 4 \| Runde 5 \| Runde 6 \| Runde 7 |

### Runde 1
| #   | Spieler                  | Nationalität       | Position | NHL-Team                                                                    | College-/Junioren-/Profi-Team       |
| --- | ------------------------ | ------------------ | -------- | --------------------------------------------------------------------------- | ----------------------------------- |
| 1.  | Macklin Celebrini        | Kanada             | C        | San Jose Sharks                                                             | Boston University (NCAA)            |
| 2.  | Arzjom Leuschunou        | Belarus            | D        | Chicago Blackhawks                                                          | Michigan State University (NCAA)    |
| 3.  | Beckett Sennecke         | Kanada             | RW       | Anaheim Ducks                                                               | Oshawa Generals (OHL)               |
| 4.  | Cayden Lindstrom         | Kanada             | C        | Columbus Blue Jackets                                                       | Medicine Hat Tigers (WHL)           |
| 5.  | Iwan Demidow             | Russland           | RW       | Canadiens de Montréal                                                       | SKA Sankt Petersburg (KHL)          |
| 6.  | Tij Iginla               | Kanada             | C        | Utah Hockey Club                                                            | Kelowna Rockets (WHL)               |
| 7.  | Carter Yakemchuk         | Kanada             | D        | Ottawa Senators                                                             | Calgary Hitmen (WHL)                |
| 8.  | Berkly Catton            | Kanada             | C        | Seattle Kraken                                                              | Spokane Chiefs (WHL)                |
| 9.  | Zayne Parekh             | Kanada             | D        | Calgary Flames                                                              | Saginaw Spirit (OHL)                |
| 10. | Anton Silajew            | Russland           | D        | New Jersey Devils                                                           | Torpedo Nischni Nowgorod (KHL)      |
| 11. | Sam Dickinson            | Kanada             | D        | San Jose Sharks (von Buffalo Sabres)                                        | London Knights (OHL)                |
| 12. | Zeev Buium               | Vereinigte Staaten | D        | Minnesota Wild (von Philadelphia Flyers)                                    | University of Denver (NCAA)         |
| 13. | Jett Luchanko            | Kanada             | C        | Philadelphia Flyers (von Minnesota Wild)                                    | Guelph Storm (OHL)                  |
| 14. | Konsta Heleniu           | Finnland           | C        | Buffalo Sabres (von Pittsburgh Penguins via San Jose Sharks)                | Mikkelin Jukurit (Liiga)            |
| 15. | Michael Brandsegg-Nygård | Norwegen           | RW       | Detroit Red Wings                                                           | Mora IK (Allsvenskan)               |
| 16. | Adam Jiříček             | Tschechien         | D        | St. Louis Blues                                                             | HC Škoda Plzeň (tschech. Extraliga) |
| 17. | Terik Parascak           | Kanada             | RW       | Washington Capitals                                                         | Prince George Cougars (WHL)         |
| 18. | Sacha Boisvert           | Kanada             | C        | Chicago Blackhawks (von New York Islanders)                                 | Muskegon Lumberjacks (USHL)         |
| 19. | Trevor Connelly          | Vereinigte Staaten | LW       | Vegas Golden Knights                                                        | Tri-City Storm (USHL)               |
| 20. | Cole Eiserman            | Vereinigte Staaten | LW       | New York Islanders (von Tampa Bay Lightning via Chicago Blackhawks)         | USA Hockey NTDP (USHL)              |
| 21. | Michael Hage             | Kanada             | C        | Canadiens de Montréal (von Los Angeles Kings)                               | Chicago Steel (USHL)                |
| 22. | Jegor Surin              | Russland           | C        | Nashville Predators                                                         | Lokomotive Jaroslawl (KHL)          |
| 23. | Stian Solberg            | Norwegen           | D        | Anaheim Ducks (von Toronto Maple Leafs)                                     | Vålerenga Ishockey (Eliteserien)    |
| 24. | Cole Beaudoin            | Kanada             | C        | Utah Hockey Club (von Colorado Avalanche)                                   | Barrie Colts (OHL)                  |
| 25. | Dean Letourneau          | Kanada             | C        | Boston Bruins (von Boston Bruins via Detroit Red Wings und Ottawa Senators) | St. Andrew’s College (CISAA)        |
| 26. | Liam Greentree           | Kanada             | RW       | Los Angeles Kings (von Winnipeg Jets via Canadiens de Montréal)             | Windsor Spitfires (OHL)             |
| 27. | Marek Vanacker           | Kanada             | LW       | Chicago Blackhawks (von Carolina Hurricanes)                                | Brantford Bulldogs (OHL)            |
| 28. | Matwei Gridin            | Russland           | RW       | Calgary Flames (von Vancouver Canucks)                                      | Muskegon Lumberjacks (USHL)         |
| 29. | Emil Hemming             | Finnland           | RW       | Dallas Stars                                                                | TPS Turku (Liiga)                   |
| 30. | E. J. Emery              | Vereinigte Staaten | D        | New York Rangers                                                            | USA Hockey NTDP (USHL)              |
| 31. | Ben Danford              | Kanada             | D        | Toronto Maple Leafs (von Edmonton Oilers via Anaheim Ducks)                 | Oshawa Generals (OHL)               |
| 32. | Sam O’Reilly             | Kanada             | RW       | Edmonton Oilers (von Florida Panthers via Philadelphia Flyers)              | London Knights (OHL)                |

### Runde 2
| #        | Spieler              | Nationalität       | Position | NHL-Team                                                                                  | College-/Junioren-/Profi-Team        |
| -------- | -------------------- | ------------------ | -------- | ----------------------------------------------------------------------------------------- | ------------------------------------ |
| 33.      | Igor Tschernyschow   | Russland           | LW       | San Jose Sharks                                                                           | Dynamo Moskau (KHL)                  |
| 34.      | Dominik Badinka      | Tschechien         | D        | Carolina Hurricanes (von Chicago Blackhawks)                                              | Malmö Redhawks (SHL)                 |
| 35.      | Lucas Pettersson     | Schweden           | C        | Anaheim Ducks                                                                             | MODO Hockey (SHL)                    |
| 36.      | Charlie Elick        | Kanada             | D        | Columbus Blue Jackets                                                                     | Brandon Wheat Kings (WHL)            |
| 37.      | Alfons Freij         | Schweden           | D        | Winnipeg Jets (von Canadiens de Montréal via Utah Hockey Club und Los Angeles Kings)      | Växjö Lakers U20 (J20 Nationell)     |
| 38.      | Ilja Nabokow         | Russland           | G        | Colorado Avalanche (von Utah Hockey Club)                                                 | Metallurg Magnitogorsk (KHL)         |
| 39.      | Gabriel Eliasson     | Schweden           | D        | Ottawa Senators                                                                           | HV71 U20 (J20 Nationell)             |
| 40.      | Julius Miettinen     | Finnland           | C        | Seattle Kraken                                                                            | Everett Silvertips (WHL)             |
| 41.      | Andrew Basha         | Kanada             | LW       | Calgary Flames                                                                            | Medicine Hat Tigers (WHL)            |
| 42.      | Adam Kleber          | Vereinigte Staaten | D        | Buffalo Sabres (von New Jersey Devils via San Jose Sharks)                                | Lincoln Stars (USHL)                 |
| 43.      | Cole Hutson          | Vereinigte Staaten | D        | Washington Capitals (von Buffalo Sabres)                                                  | USA Hockey NTDP (USHL)               |
| 44.      | Harrison Brunicke    | Kanada             | D        | Pittsburgh Penguins (von Philadelphia Flyers via Carolina Hurricanes)                     | Kamloops Blazers (WHL)               |
| 45.      | Ryder Ritchie        | Kanada             | RW       | Minnesota Wild                                                                            | Prince Albert Raiders (WHL)          |
| 46.      | Tanner Howe          | Kanada             | LW       | Pittsburgh Penguins                                                                       | Regina Pats (WHL)                    |
| 47.      | Max Plante           | Vereinigte Staaten | LW       | Detroit Red Wings                                                                         | USA Hockey NTDP (USHL)               |
| 48.      | Colin Ralph          | Vereinigte Staaten | D        | St. Louis Blues                                                                           | Shattuck-St. Mary’s (US High School) |
| 49.      | Michail Jegorow      | Russland           | G        | New Jersey Devils (von Washington Capitals via Ottawa Senators und Utah Hockey Club)      | Omaha Lancers (USHL)                 |
| 50.      | Nikita Artamonow     | Russland           | LW       | Carolina Hurricanes (von New York Islanders via Chicago Blackhawks)                       | Torpedo Nischni Nowgorod (KHL)       |
| 51. Anm. | Jack Berglund        | Schweden           | C        | Philadelphia Flyers                                                                       | Färjestad BK (SHL)                   |
| 52.      | Leon Muggli          | Schweiz            | D        | Washington Capitals (von Vegas Golden Knights)                                            | EV Zug (National League)             |
| 53.      | Leo Sahlin Wallenius | Schweden           | D        | San Jose Sharks (von Tampa Bay Lightning via Nashville Predators und Detroit Red Wings)   | Växjö Lakers U20 (J20 Nationell)     |
| 54.      | Jesse Pulkkinen      | Finnland           | D        | New York Islanders (von Los Angeles Kings via Philadelphia Flyers und Chicago Blackhawks) | JYP Jyväskylä (Liiga)                |
| 55.      | Teddy Stiga          | Vereinigte Staaten | C        | Nashville Predators                                                                       | USA Hockey NTDP (USHL)               |
| 56.      | Lukas Fischer        | Vereinigte Staaten | D        | St. Louis Blues (von Toronto Maple Leafs)                                                 | Sarnia Sting (OHL)                   |
| 57.      | Carter George        | Kanada             | G        | Los Angeles Kings (von Colorado Avalanche via Canadiens de Montréal)                      | Owen Sound Attack (OHL)              |
| 58.      | Linus Eriksson       | Schweden           | C        | Florida Panthers (von Boston Bruins via Anaheim Ducks und Toronto Maple Leafs)            | Djurgårdens IF (Allsvenskan)         |
| 59.      | Spencer Gill         | Kanada             | D        | Philadelphia Flyers (von Winnipeg Jets via Nashville Predators)                           | Océanic de Rimouski (LHJMQ)          |
| 60.      | Evan Gardner         | Kanada             | G        | Columbus Blue Jackets (von Carolina Hurricanes)                                           | Saskatoon Blades (WHL)               |
| 61.      | Kamil Bednarik       | Vereinigte Staaten | C        | New York Islanders (von Vancouver Canucks via Chicago Blackhawks)                         | USA Hockey NTDP (USHL)               |
| 62.      | Jacob Battaglia      | Kanada             | RW       | Calgary Flames (von Dallas Stars)                                                         | Kingston Frontenacs (OHL)            |
| 63.      | Nathan Villeneuve    | Kanada             | C        | Seattle Kraken (von New York Rangers)                                                     | Sudbury Wolves (OHL)                 |
| 64.      | Eemil Vinni          | Finnland           | G        | Edmonton Oilers                                                                           | Joensuun Kiekko-Pojat (Mestis)       |
| 65.      | Will Skahan          | Vereinigte Staaten | D        | Utah Hockey Club (von Florida Panthers)                                                   | USA Hockey NTDP (USHL)               |

### Runde 3
| #   | Spieler            | Nationalität       | Position | NHL-Team                                                                                      | College-/Junioren-/Profi-Team        |
| --- | ------------------ | ------------------ | -------- | --------------------------------------------------------------------------------------------- | ------------------------------------ |
| 66. | Maxim Massé        | Kanada             | RW       | Anaheim Ducks (von San Jose Sharks)                                                           | Saguenéens de Chicoutimi (LHJMQ)     |
| 67. | John Mustard       | Kanada             | LW       | Chicago Blackhawks                                                                            | Waterloo Black Hawks (USHL)          |
| 68. | Ethan Procyszyn    | Kanada             | C        | Anaheim Ducks                                                                                 | North Bay Battalion (OHL)            |
| 69. | Noel Fransén       | Schweden           | D        | Carolina Hurricanes (von Columbus Blue Jackets)                                               | Färjestad BK (SHL)                   |
| 70. | Aatos Koivu        | Finnland           | C        | Canadiens de Montréal                                                                         | TPS Turku (Liiga)                    |
| 71. | Brodie Ziemer      | Vereinigte Staaten | RW       | Buffalo Sabres (von Utah Hockey Club via Colorado Avalanche)                                  | USA Hockey NTDP (USHL)               |
| 72. | A. J. Spellacy     | Vereinigte Staaten | RW       | Chicago Blackhawks (von Ottawa Senators)                                                      | Windsor Spitfires (OHL)              |
| 73. | Alexis Bernier     | Kanada             | D        | Seattle Kraken                                                                                | Drakkar de Baie-Comeau (LHJMQ)       |
| 74. | Henry Mews         | Kanada             | D        | Calgary Flames                                                                                | Ottawa 67’s (OHL)                    |
| 75. | Ilja Protas        | Belarus            | LW       | Washington Capitals (von New Jersey Devils)                                                   | Des Moines Buccaneers (USHL)         |
| 76. | William Zellers    | Vereinigte Staaten | C        | Colorado Avalanche (von Buffalo Sabres)                                                       | Shattuck-St. Mary’s (US High School) |
| 77. | Viggo Gustafsson   | Schweden           | D        | Nashville Predators (von Philadelphia Flyers)                                                 | HV71 U20 (J20 Nationell)             |
| 78. | Logan Sawyer       | Kanada             | LW       | Canadiens de Montréal (von Minnesota Wild via Washington Capitals)                            | Brooks Bandits (AJHL)                |
| 79. | Tarin Smith        | Kanada             | D        | Anaheim Ducks (von Pittsburgh Penguins)                                                       | Everett Silvertips (WHL)             |
| 80. | Ondřej Becher      | Tschechien         | C        | Detroit Red Wings                                                                             | Prince George Cougars (WHL)          |
| 81. | Ondřej Kos         | Tschechien         | RW       | St. Louis Blues                                                                               | Koovee (Mestis)                      |
| 82. | Carson Wetsch      | Kanada             | RW       | San Jose Sharks (von Washington Capitals via New Jersey Devils)                               | Calgary Hitmen (WHL)                 |
| 83. | Pawel Mojssewitsch | Belarus            | G        | Vegas Golden Knights (von New York Islanders via Toronto Maple Leafs und Washington Capitals) | SKA Sankt Petersburg (KHL)           |
| 84. | Kirill Sarubin     | Russland           | G        | Calgary Flames (von Vegas Golden Knights via Pittsburgh Penguins und Vegas Golden Knights)    | AKM Tula (MHL)                       |
| 85. | Kasper Pikkarainen | Finnland           | RW       | New Jersey Devils (von Tampa Bay Lightning via San Jose Sharks)                               | TPS Turku (Liiga)                    |
| 86. | Luca Marrelli      | Kanada             | D        | Columbus Blue Jackets (von Los Angeles Kings)                                                 | Oshawa Generals (OHL)                |
| 87. | Miguel Marques     | Kanada             | RW       | Nashville Predators                                                                           | Lethbridge Hurricanes (WHL)          |
| 88. | Kim Saarinen       | Finnland           | G        | Seattle Kraken (von Toronto Maple Leafs)                                                      | HPK (Liiga)                          |
| 89. | Tomas Lavoie       | Kanada             | D        | Utah Hockey Club (von Colorado Avalanche)                                                     | Cape Breton Eagles (LHJMQ)           |
| 90. | Ēriks Mateiko      | Lettland           | LW       | Washington Capitals (von Boston Bruins)                                                       | Saint John Sea Dogs (LHJMQ)          |
| 91. | Herman Träff       | Schweden           | LW       | New Jersey Devils (von Winnipeg Jets)                                                         | HV71 (SHL)                           |
| 92. | Jack Pridham       | Kanada             | RW       | Chicago Blackhawks (von Carolina Hurricanes)                                                  | West Kelowna Warriors (BCHL)         |
| 93. | Melvin Fernström   | Schweden           | RW       | Vancouver Canucks                                                                             | Örebro HK (SHL)                      |
| 94. | Hiroki Gojsic      | Kanada             | RW       | Nashville Predators (von Dallas Stars)                                                        | Kelowna Rockets (WHL)                |
| 95. | Adam Jecho         | Tschechien         | C        | St. Louis Blues (von New York Rangers)                                                        | Edmonton Oil Kings (WHL)             |
| 96. | Veeti Väisänen     | Finnland           | D        | Utah Hockey Club (von Edmonton Oilers)                                                        | KooKoo (Liiga)                       |
| 97. | Matwei Schurawin   | Russland           | D        | Florida Panthers                                                                              | Krasnaja Armija (MHL)                |